# Gran lago di Plön
Il Gran lago di Plön (Großer Plöner See in lingua tedesca) è un lago tedesco nel Land dello Schleswig-Holstein, circondario di Plön.

## Geografia

### Generalità
Con i suoi 28 km² di superficie ed una profondità massima di 56 m è il più esteso e profondo dei laghi dello Schleswig-Holstein (ed il decimo per estensione dell'intera Germania), interamente compreso nel Parco naturale della Svizzera dell'Holstein.
Sulla sua sponda settentrionale vi è la città di Plön, capoluogo dell'omonimo circondario, con l'emblema del lago sul quale campeggia, su un'altura, il Castello di Plön. Altre località che si affacciano sulle rive del lago sono Bosau, Dersau und Ascheberg.

### Origine
Il Gran lago di Plön fu la conseguenza del disgelo dello Schleswig-Holstein dopo l'ultima glaciazione. Si tratta di un tipico lago glaciale, la cui formazione si comprende molto bene osservando la sua sponda meridionale fra Bosau e Nehmten. In sostanza due ghiacciai due bacini, uno orientale, profondo 58 m ed uno occidentale, profondo 30 m, rispettivamente quello di Plön e quello di Ascheberg. Il lato settentrionale del lago consiste in un istmo fra il Gran lago di Plön ed il Piccolo lago, che con un tardivo avanzamento del ghiaccio si è formato come una morena terminale.

### Isole
Le parti orientale ed occidentale del lago sono unite dal 1992 quali aree acquatiche naturali protette. In questa zona si trovano gran parte delle isole del lago. Esse offrono posti indisturbati per covate e mute a diverse specie di uccelli quali aquile di mare, anatre marine, smergi maggiori e oche selvatiche. Grazie ad un artificiale abbassamento dello specchio d'acqua avvenuto nel XIX secolo, si estende ora una penisola di 2 km in direzione nord che in estate è una meta prediletta per escursioni turistiche. Un'altra zona protetta dal 1955 si trova nella parte occidentale del lago, intorno all' Ascheberger Warder. In complesso vi sono nel lago 20 isole: di particolare significato storico quelle di Olsborg e di Bischofswarder, quali primi insediamenti slavi.

### Livelli dell'acqua
Originariamente, all'inizio del periodo interglaciale, il livello del lago era più alto dell'attuale da 15 a 18 m e ricopriva l'intero bacino dell'attuale immissario/emissario del lago, il fiume Schwentine, cioè praticamente la Svizzera dell'Holstein.
Prove sedimentarie, raccolte alla base del lago a 41 m di profondità dimostrano che il primo sbarramento era stato realizzato già nel XIII secolo.
Dopo l'abbandono del diritto fluviale di erezione di sbarramenti per gli antichi mulini (citato già nel 1221) e del diritto di pesca delle anguille, il livello dello specchio d'acqua del lago era già sceso di 1,14 m.
È vero che lo scopo collegato del recupero di terreno fu raggiunto, ma questo si rivelò una superficie pietrosa e meno promettente per i raccolti. Con l'abbassamento del livello del lago venne inoltre migliorato il drenaggio.
Oggi il livello dello specchio d'acqua è di circa 21 m s.l.m. ed oscilla annualmente di circa 30 cm.

## Storia
Durante il Mesolitico (fra il 10.000 ed il 4.300 a.C.) le rive del lago furono utilizzate da raccoglitori, cacciatori e pescatori. Dal Neolitico (fra il 4.300 ed il 2.300 a.C.), attraverso l'Età del bronzo (tra il 2300 a.C. ed il 550 a.C.) fino all'Età del ferro (dal 550 a.C. fino al 400 d.C.) la zona fu più o meno popolata da contadini.
Dall'VIII fino al XII secolo la zona intorno al lago di Plön fun un insediamento di slavi. Di ciò tè ancora testimone l'isola di Olsborg, a sud di Plön, che era munita di un'enorme fortificazione. Gli slavi la chiamarono Plune, che significava "acqua priva di ghiaccio". Nel 1139 Adolfo II di Schaumburg, conte di Holstein, distrusse la fortezza e pose così termine alla signoria slava sul territorio di Plön.

## Sfruttamento economico
Le aree lacustri si suddividono in tante proprietà private, come lo Schleswig-Holstein. Circa 900 ha del lago sono dati in affitto fino al 2020.
Il lago è sfruttato da numerosi pescatori. Vi si pescano fra l'altro anguille, pesce persico, abramidi, lucci, tinche, carpe comuni e carpe bianche e coregoni.

## Turismo e tempo libero
Il lago ed i suoi dintorni sono la mèta preferita per brevi escursioni da parte degli abitanti delle città di Kiel, Lubecca ed Amburgo e dei loro dintorni, e sono anche il centro del turismo della Svizzera dello Holstein. Si riscontrano 15 impianti balneari. Ogni campeggio si trova direttamente sulle rive del lago. Per le attività del tempo libero quali navigazione da diporto e vela, immersioni subacquee, pesca sportiva vi è grande offerta. Sono previste nei mesi estivi anche escursioni su imbarcazioni.